# おさわり探偵 小沢里奈
『おさわり探偵 小沢里奈』（おさわりたんてい おざわりな）は、サクセスから発売されたゲームソフト。開発はビーワークス。ジャンルは『おさわりアドベンチャー』。
ここでは、続編であるおさわりアドベンチャー『おさわり探偵 小沢里奈 シーズン2 1/2 里奈は見た！いや、見てない。』および『おさわり探偵 小沢里奈 ライジング3 なめこはバナナの夢を見るか?』についてもあわせて述べる。スピンオフ作品である『おさわり探偵 なめこ栽培キット』、『おさわり探偵 なめこ大繁殖』については、該当項目を参照のこと。

## 概要
主人公の新米探偵・小沢里奈となり、事件を解決していくアドベンチャーゲーム。殺人事件などは発生せず、「夢が盗まれたので、犯人を突き止める」などの事件が収録されている。また、本編以外にミニクエストも収録されているほか、ゲームに登場するものにさわった感覚を収録した「さわり心地図鑑」などを収録。
ゲーム進行は基本的にタッチペンによる操作となっている。下画面には選択肢・移動場所・状況が表示され、気になるところをタッチして手がかりを見つけ、人をタッチして聞き込みをし、場所をタッチして移動する方式になっている。上画面にはその時の場所名と里奈の心境が表示される。

## おさわり探偵 小沢里奈
『おさわり探偵 小沢里奈』（北米タイトル：Touch Detective、欧州タイトル：Mystery Detective）は、ニンテンドーDSが2006年4月13日に発売され2007年5月2日に廉価版「おさわり探偵 小沢里奈 ぐっどぷらいす」が発売。iOS版は2011年7月26日に、Android版は2012年12月27日に発売。
iOS/Android版は、全4話のうち第1話と第2話前半が無料で、「第2話後編＋第3話前編」「第3話後編＋第4話前編」「第4話後編＋特別編」が有料となっている。また、全話を購入すると、助手の「なめこ」を主人公とする全3話の脱出ゲーム『なめこ・ザ・エスケイパー』を遊ぶことができる。
- 第1話 強奪 もしくは夢と現実が織り上げた幻月の物語
  - 自分の夢が誰かに盗まれていると訴えに来た初の依頼人のまなみ。夢泥棒を追うために、里奈の初の探偵仕事が始まる！
- 第2話 失踪 もしくは偽りの小宇宙に秘められた真実の物語
  - まなみが行方不明になっているとヨネ子が依頼しに来た。いつもの事だから気にする必要性ないと思われたが…。
- 第3話 未還 もしくは無垢なる心が呼び寄せた奇跡の物語
  - 閉鎖間近のスケート場に雪の妖精ノエルと出会ったまなみ。ノエルを助けるために里奈達は動き始めるが…。
- 第4話 傷害 もしくは過去の怨恨が引き起こした悲劇の物語
  - サーカスで殺人事件が起きたと報告しに来たまなみ。早速現場に向かうが…。

## おさわり探偵 小沢里奈 シーズン2 1/2 里奈は見た!いや、見てない。
『おさわり探偵 小沢里奈 シーズン2 1/2 里奈は見た！いや、見てない。』（おさわりたんてい おざわりな シーズンにとにぶんのいち りなはみた！いや、みてない。、北米タイトル：Touch Detective 2 1/2、欧州タイトル：Mystery Detective 2）は、ニンテンドーDS版が2007年5月24日に発売され2008年12月18日に廉価版「おさわり探偵 小沢里奈 シーズン2 1/2 里奈は見た!いや、見てない。 ぐっどぷらいす」が発売。iOS版は2012年3月18日に、Android版は2013年6月26日に発売。
iOS/Android版は、全5話のうち第1話と第2話前半が無料で、「第2話後編＋第3話前編」「第3話後編＋第4話前編」「第4話後編＋第5話」が有料となっている。また、全話を購入すると、助手の「なめこ」を主人公とする全4話の捜査ゲーム『なめこ・ザ・インタビュワー』を遊ぶことができる。
基本的な操作は前作を踏襲しており、新キャラクター「怪盗モロコシ」「ダリア警部」が加わった。
- 第1話 盗難 もしくは聖なる刻印より放たれた破滅の物語
  - 舞踏会に参加した里奈が見事に優勝！だがその後事件が発生して…。
- 第2話 偽装 もしくは誇り高き魂に刻まれた宿命の物語
  - 町長から列車旅行の切符を貰い、旅行に出掛ける里奈一行。だが旅行中盗難事件が発生して…。
- 第3話 救出 もしくは積層されし運命に彩られた呪縛の物語
  - 社会科見学のために博物館にやって来た里奈一行。しかしそこで事件が…。
- 第4話 追憶 もしくは幽玄の旋律に秘められた夢幻の物語
  - 幽霊屋敷に死体を発見したとまなみが報告。早速現場に向かってみるが…。
- 第5話 侵略 もしくは暗黒の彼方より訪れた復讐の物語
  - 福引補助券を入手したちとせは、里奈達をデパートに連れて行く。だがそこで予想外の事件が…。

## おさわり探偵 小沢里奈 ライジング3 なめこはバナナの夢を見るか?
『おさわり探偵 小沢里奈 ライジング3 なめこはバナナの夢を見るか?』（おさわりたんてい おざわりな ライジングサン なめこはバナナのゆめをみるか?）は、ニンテンドー3DSソフトとして2014年5月1日に発売された。
- 第1話 宿敵 もしくは忍び寄る病魔を退けた友情の物語
- 第2話 襲来 もしくは異なる種族の偏見を乗り越えた和解の物語
- 第3話 退陣 もしくは不利な勝負に打ち勝った逆転の物語
- 第4話 模造 もしくは歪んだ情熱が引き起こした分裂の物語
- 第5話 希望 もしくは五色の紙片に込められた願いの物語

## おさわり探偵小沢里奈 里奈となめこの事件簿
『おさわり探偵小沢里奈 里奈となめこの事件簿』は、Nintendo Switch用ソフトとして2022年10月6日に発売された。
シリーズ3作品を移植した内容で、グラフィックを一部高画質化している。また、スマートフォン版向けに配信されたコンテンツ「なめこ・ザ・エスケイパー」「なめこ・ザ・インタビュワー」のほか、本作用の新規コンテンツとしてデジタル設定資料集「おさわり探偵大図鑑」も収録している。

## 登場人物
小沢里奈 / 英名：Mackenzie
物語の主人公。父親の後を継いで探偵になり、自宅で探偵業を営んでいるが、過去に報酬が発生したケースは無い。物体の触り心地を調べるのをライフワークとしており、絨毯から人物、果てに幽霊まで触っては、その感想を図鑑にまとめている。内気かつ無口で、本音やツッコミは心の中で済ましている。密かに自身の恋愛運の無さを気にかけている。事件よりもじいの淹れた紅茶が好き。
漫画版ではボケ役となっていて、よく食べ物を食べているシーンが見られる。
なめこ / 英名：Funghi
里奈の助手のなめこ。公式にグッズが作られるなど、このゲームのマスコットキャラ的存在でもある。フラグに必要なアイテムが落ちているマップに反応するなど、事件に対して鋭い嗅覚を発揮している。探偵協会から派遣された探偵助手のプロフェッショナル、という設定が「2」で明かされた。鳴き声は「んふんふ」としか書かれていないが、里奈はその言葉を理解している。口から機械を一発で故障させる胞子を吐き出したり、スケート場の穴の中にある冷凍食品を大量に体の中に溜め込んで運んだり、えんどう豆を食べて火を吹いたりなど、様々な特技を持つ。漢字で書くと「滑子」。
じい / 英名：Cromwell
数百年にわたり小沢家に仕える執事。発明が趣味で、その発明品がゲーム進行に少なからず関わってくる。愛用のベッドの形は中世の拷問具・鉄の処女のような形をしており、里奈による触り心地は「固くて冷たくてちょとこわい」とのこと。「1」の巡回ではかくれんぼも趣味らしく、かくれんぼう将軍の座を狙っている他、「2」ではデパートの屋上にある馬の乗り物がお気に入り。ニンニクと十字架が苦手。
漫画版では失敗した発明品で周囲に迷惑をかけてしまうほどのトラブルメーカーとなっている。
まなみ / 英名：Penelope
女性専用のアパート「ローゼンハイム夢見崎」に住む里奈の友人。好奇心が強く、事件を呼び込みやすい体質で、よく依頼に訪れる。妖精などの他人には見えない物が見えたり、独り言や物忘れが多く、奇妙な歌や演技を披露したりするが、ヨネ子らの反応を見る限りでは「かなり変わってはいるがいい子」と認識されており、容姿については「人形の様に可愛い」、「黙っていれば可愛いのに…」といった話が登場人物より語られている。バナナが大好物で、自室のバナナスタンドにバナナを常備している。髪の毛の一部は球状になって宙に浮いている。
ちとせ / 英名：Chloe
里奈とまなみの友人。事件が起こるたび手助けに現れるが、周囲の住人が里奈に「友達関係考えたほうがいいよ」と助言するほどのトラブルメーカー。探偵としての手腕は里奈には劣るものの、時として勘の鋭さを発揮して里奈にヒントを与える事もある。「2」ではダリア警部に憧れ、彼女を「おねえさま」と呼び慕って弟子入りした。
漫画版では芋煮が得意。
ヨネ子 / 英名：Beatrice
「ローゼンハイム夢見崎」の管理人で、見た目は鳥。テレビ好きで、流行りのドラマや怪しげな通販番組などを見ているが、常に横になりながら見ているため、居眠りする癖がある。体を膨らませる特技を持っていて、その特技を活かして昔サーカスで小遣い稼ぎをしていたことが「1」で語られたが、嫌がらせがあったらしく、当時の事は触れたがらない。
漫画版では、長身な原作とは違い、外観的に小さく仕上げられている。
デイジー / 英名：Daisy
商店街の洋服屋「ネイキッドボーンズ」でアルバイトをする猫目の少女。「ローゼンハイム夢見崎」の203号室、まなみの真上の部屋に住んでいる。勝気な性格だが、根は優しい。まなみとは仲が良いらしく、部屋の床（または天井）を叩いて、まなみ曰く「モールス信号」で会話をしている事がゲーム序盤で語られるが、それはまなみの思い込みで、デイジーはまなみがうるさい事に対して抗議の意味で床を叩いており、まなみはそれに叩き返してくる奴と思われている。「2」では実家に帰ってしまったが、巡回では再登場する。冷え性持ち。
漫画版では全話に渡るレギュラーキャラで、洋服屋ではなくスーパーマーケットでアルバイトしており、第1話のみ悪役を演じた。
メロディ / 英名：Melody
「ローゼンハイム夢見崎」の101号室に住んでいる。いつも忙しそうにしており、聞き込みに来ても姿を現さず相手にしてくれない事が多い。隣室のまなみは一度も会った事がないらしく、「2」の公式イラストでは101号室の扉だけが公開され、実際の姿は不明のままになっている。
なお、「1」では“メロディー”となっていたが、「2」では“メロディ”に変更されている。
ルリ / 英名：Julie
「ローゼンハイム夢見崎」の201号室に住んでいる。非常に消極的かつ無口で、たとえ里奈が聞き込みに来ても相手にしない程、人と付き合うのは苦手だが、メロディ談ではチャットだとお喋り。メロディ同様、「2」の公式イラストでは201号室の扉だけが公開され、その姿は不明のままにされている。ただし、メロディの部屋に泊まった事があるため、メロディだけが彼女の姿を知っているらしい。趣味はネットだが、まなみは熱湯と勘違いしている。
アンヌ / 英名：Anna
「ローゼンハイム夢見崎」の202号室に住んでいる、自称「魔界のプリンセス」。まなみの紹介でアパートに住んでいる。常に部屋の中におり、聞き込みに来ると扉を半開のまま目だけを見せ、奇妙な言葉遣いで話す。まなみとは仲が良く、「いにしえの契約による絆」で結ばれているらしいが、詳しい事はまなみ本人も教えてくれない。メロディやルリ同様、その姿は不明のままである。
カトリーヌ・綾香 / 英名：Katrina
商店街にある「月華水晶」の占い師。その役柄上、里奈を導き物語の進行を促す重要な人物だが、その助言の内容の多くが抽象的かつ難解であるため、里奈には理解しきれない事も多々ある。「2」で名前が明かされるまでは、里奈でさえも彼女の名前を知らなかった。
漫画版では第2話のみ、メイド姿で登場した。
アルメル＆クロメル / 英名：Myron and Myrtle
カトリーヌ・綾香の知り合いで、赤い方がアルメルで、青い方がクロメル。どちらも喋らず、パフォーマンスで意思や情報を伝える。アルメルは丁寧だが、クロメルは口が悪く、お互いを相方・相棒と呼びながらもライバル視している。「1」では月華水晶の門番役をしていたが、「2」ではデパートの警備員に転職した。
プラリーネ / 英名：Antoinette
商店街にあるお菓子屋「スイートマウンテン」の店主。創作料理に情熱をかけており、一般的にお菓子の材料には使用しない食材から、そもそも食材ではない物まで何でもクッキーやケーキにしてしまう。不安を感じたものは試食として店に置いているが、評判はあまりよくない。作品の出来にはある程度のこだわりを持っているが、当たり外れが大きいため、里奈も不安視している。
ブラッド / 英名：Dover
プラリーネが営むお菓子屋の常連客。サメの容貌をしており、口調も荒っぽい。かつては背中の刺青を用いた芸だけで各地を渡り歩いた伝説の芸人らしい。甘い物が好きでよくプラリーネのケーキを食べているが、金欠の際は試食品を大量に食べたり匂いだけで我慢している事もある。
ビル / 英名：Shorty
「パーク公園」にある「スマイリーホットドッグ」の店主。正式名称は「ビッグ・ビル」。身体は小さく、その姿は店の外からでも見えないが、里奈の事を「チビ」と呼んでいる。自分が作った物を全て英国式だと自称している。「2」では「ベローニュの森」でチョコバナナの店主に転職したが、列車の食堂車に勤めている事もある。公式イラストも店舗の外観のみで、実際の姿は不明のままである。
ルゴール / 英名：Lugol
プラネタリウムの前にいる自鳴琴奏者。寡黙で話し掛けても無視されることが多いが、巡回では72分の1の確率で饒舌になる。元サーカス団の一員らしく、ブラッドは彼の芸が気に入らず、嫌っている様子を見せている。
ミラ / 英名：Lynsey
プラネタリウムの前にいる少女。無口だが、手に持っているマギ（英名：Lini）と言う人形を使って人と会話している。語尾は「〜だヨ」で、人形遊びが大好きだが、人形同士でないと仲良くなれないらしい。コペルと一緒にいる事は多いが、その関係は不明。
コペル / 英名：Ogden
プラネタリウムの館長。天文学の専門家で、プラネタリウムに映る星が大好き。トレンチコートと帽子を着用しており、怒るとロボットのような動きになる。ミラと一緒にいる事は多いが、その関係は不明。
ウミゾー / 英名：Barnaby
「パーク公園」にあるスケート場の管理人で、先祖代々のスケート場を営んでいる。寒いという理由のほか、最近は腹痛に悩まされていたらしく、一度はスケート場を閉鎖してプールに改造したが、巡回では気が変わってスケート場に戻した。
ノエル / 英名：Noel
雪の妖精。故郷である妖精の国へ帰るタイミングを逸してしまい、暑い所では生きられないため閉鎖予定のスケート場にいるところをまなみに発見された。その姿は大人をはじめとする非科学的な存在を受け入れられない者には見えないが、心が純粋で妖精の存在に疑問を挟まないまなみには見えている。また、ちとせはぼんやりとしか見えず、里奈はいるような気はするものの全く知覚できない。口が悪く、ちとせとはよく喧嘩をする。
団長 / 英名：Circus Master
名前の通り「犬神サーカス」の団長。ノミだけのサーカスを営んでいる。元団員達からは、凄腕の猛獣使いと絶賛される一方で、冷酷で利己的な性格のために人間的には最悪と評され、人望は皆無に等しい。
カルバノグ / 英名：Karbanog
団長が鍛えていた最強の猛獣。外見はウサギのようで可愛いが、凶悪な性格で直ぐに噛み付いてくる。
怪盗モロコシ / 英名：The Cornstalker
「2」に登場した謎の怪盗。変装の名人で、事件の舞台に人知れず現れる。いつも里奈に計画を阻害されているため、里奈を「生涯のライバル」と一方的にライバル扱いし、事前に犯行の予告状を送り付けることもある。また、里奈を所構わず「おさわり探偵」と大声で呼ぶため、その名称を嫌う里奈は内心辟易している。
ダリア警部 / 英名：Inspector Daria
「2」に登場した警部。怪盗モロコシを捕まえるため奔走するが、虚弱体質と持ち前のドジ属性から捕り逃し記録を更新し続けている。腰痛持ちで、足腰を挫き易く、乗り物酔いする。性格がちとせと似ている事から、お互い気が合うようで、ちとせを弟子入りさせた。登場しては決めポーズと決め台詞を使うが、その後かなりの頻度で足か腰を挫くのでここぞという時にいつも活躍のチャンスを逃す。悩みや苦痛がある時は自分を励ます。
町長 / 英名：Mayor Tom
「2」に登場する、七面鳥の姿をした、名前の通り町長。権力で町を支えようとしているためか、「悪口を言いたくなくても悪口しか出てこない人」として町民の間では好かれていない。金にがめつく狡猾な一面もあるが、ショックを受けたり驚いたりすると、すぐに取り乱したり気絶したりする。自分の博物館を建設させてその館長も兼任し、化石を売り物にしている。
漫画版では出番は全くないが、最終回のみ少しだけ顔を出した。
ミス・イボンヌ / 英名：Miss Yvonne
「2」に登場するカリスマ流しソーメンデザイナー。自称「ソーメン・ガーストに一番近い女」。実は商店街にある洋服屋「ネイキッドボーンズ」のオーナーである。 流し素麺を芸術的に演出させるのが本業だが、その作品を見た里奈は「食べにくそう」とコメントしている。
KIMI / 英名：Connor
「2」に登場する、商店街に新しく開店したアンティークショップ「オールドタイム」の店主。美形で優しい性格の持ち主で、里奈は惚れている。
ジャック / 英名：Jack
「2」に登場する19号列車の車掌で、通称「鬼のジャック」。無賃乗車を徹底的に排除するのが彼の仕事で、一度検札した乗客だけでなく乗務員であろうと何度でも執拗に検札をする。怒ると極悪な顔に変わる。手に持っている棍棒は愛用の武器。
エース / 英名：Ace
「2」に登場する無賃乗車師。大切な切符に鋏を入れたジャックに恨みを持っており、フライデイを使って懲らしめようとした。ネズミ顔で、マントを被っており、オーバーオールを穿いている。
フライデイ / 英名：Friday
「2」に登場するネズミ。エースによって史上最強の無賃乗車師として鍛えられる。元々エースの相棒だったらしいが、ジャックに追い出されてから逸れてしまい、町に残ってしまう。ダンディーな性格で、剛毛。里奈曰く「黙っていれば、すごくかわいい」。
エリック / 英名：Eric
「2」に登場する、詐欺や偽造工作など様々な悪行に手を染めている男。ノリの良い言動が目立つが、期待通りのリアクションをしない里奈相手では空回りする事が多く、「ノリの悪い子」と呼んでいる。
ケイビー / 英名：K.B.
「2」に登場する警備員。博物館からデパートまで警備の仕事をしている。真面目な性格で契約を守る主義だが、里奈はその契約自体に疑問を持っているらしく、その真面目さを不安視している。
グース夫人 / 英名：Granny
「2」に登場する、隣町から来た老婆。じいの情報によると、若い頃は「ナカナカノモノ」だったらしい。
ハリソン / 英名：Harrison
「2」に登場する全身毛深い考古学者。「ペラミッド」で化石の発掘などで研究している。タフガイを自称し、独自の哲学を持っている。町長とは犬猿の仲。巡回ではブラッド、フライデイとタフガイクラブを結成し、仕事の合間に森で焚き火を作りながら男の料理を作ったり、暑さの我慢をしていたりしている。
化石職人 / 英名：Fossil Hunter
「2」に登場する、名前の通り化石職人。化石の発掘や養殖の仕事をしている。右目は琥珀で出来ていて、これが外れると化石になってしまう。海底人とは仲が良く、海底人語の翻訳者でもある。
海底人 / 英名：Seabottom Dwellers
「2」に登場する「ペラミッド」の主。化石職人の情報ではご町内99の謎の1つらしい。海底人語しか話せないが、実際は里奈でも簡単に分かる程普通に話す事ができる（化石職人の翻訳によると気のせいだと言っている）。みょんみょん星人と同じ姿の着ぐるみを着用している。
シルヴァー / 英名：Silver
「2」に登場するオートマタで、正式名称「モデル・シルヴァー」。幽霊館「ブラックキャット」の中庭にある温室に住んでいる。美しい歌声の持ち主だが、過去のアクシデントにより音痴になってしまった。自分の現在の歌声に対して劣等感を抱いており、「へたくそ」等と言われると傷付き、落ち込みやすい性格。コロンとは仲が良い。
コロン / 英名：Colleen
「2」に登場する幽霊館「ブラックキャット」の管理人。その正体は幽霊である。「〜です」と語尾に付く口調と、足が宙に浮いている点が特徴。シルヴァーとは仲が良い。見た目は幼女に見えるが、少なくとも幽霊になってから100年は経っている。
クロちゃん / 英名：Spooky
「2」に登場する幽霊館「ブラックキャット」のアイドル的な黒猫。危険と言われているが、実際は気が小さい。
みょんみょん星人 / 英名：Aliens
「2」に登場する宇宙人。地球の牛を消滅させようと企んでいる。
舘 史郎
「3」から登場する、里奈の同業者。
きなこ
「3」から登場する舘の探偵助手。
一般人A / 英名：Gaits
商店街でよく見掛ける、ごく普通のサラリーマン。IT関係の仕事をしているらしい。多少くどいところがあり、本人もそれを自覚している。
一般人B / 英名：Edvard
プラネタリウムや森でよく見掛けるサラリーマン。常に休憩時間を気に掛けている。いつも一人でいるにもかかわらず、一人称は「我々」を用いる。
一般人C / 英名：Horace
公園や森でよく見掛ける健康マニア少年。常人ならやらない危険な健康法を研究しているが、顔色は悪い。
一般人D / 英名：Frida
商店街でよく見掛けるマダム風な女性。買い物には詳しいが、買い物している姿はまだ誰も見た事がないらしい。語尾に「〜ザマス」が付く。
一般人E / 英名：Penny
商店街でよく見掛ける占い好きの女性。カトリーヌ・綾香を「師匠」と呼び、奇妙な占いにこっている。「2」ではデパートで受付嬢を勤めている。

## じいの発明品
（ ）内は作品/登場話
YUME♪YUME♪マクラ（シーズン1/第1話） / 英名：Sweet Dream Pillow
夢共有装置。他人と一緒にこの枕の上に寝ると、その人物の夢をシンクロしながら見ることができる。材料は緩衝材（枕）、香料（ポプリ）、それにじいの脳を活性化させるお菓子。この枕のおかげで、里奈とちとせはまなみの夢を見ることができた。
ティーポット（シーズン1/第2話） / 英名：Red Dragon Teapot
赤い龍をモチーフにしたティーポット。しっぽを押すことで水を一気に熱湯に変えることができるが、スイッチを押す際に大きな音が響き出すため、里奈となめこはこの発明品を嫌っており、なめこはスイッチを押した瞬間に逃げ出してしまう。
ポータブル降雪機（シーズン1/第3話） / 英名：Portable Snow Machine
人工的の雪を降らせるために作られたペンギン型の降雪機。死にかけているノエルを助けるために使われた。外観はカキ氷機。
自動やくみ製造機（シーズン2/第1話） / 英名：Condiment Dispenser
薬味を作るために使われた発明品。ゴマとネギに分別されている。里奈は、これでゴマすりをしながら相手を褒める事に用いた。
特製目覚まし時計（シーズン2/第4話） / 英名：Special Alarm Clock
シルヴァーを起こすために作られた温度計つき目覚まし時計。
簡易爆弾（シーズン2/第5話） / 英名：Time Bomb
宇宙船のコアを破壊するために発明した爆弾。

## 他メディアでの展開

### コミックス
- おさわり探偵 小沢里奈（ポプラ社・ブンブンコミックス）ISBN 978-4-591-09823-3
  - 原案・サクセス、シナリオ・白川晶、画・加曽利りあら
  - 『プレコミックブンブン』2007年1月号から6月号まで連載され、2007年6月8日に単行本が発売。登場人物はゲーム1作目にほぼ準拠で、他にオリジナルキャラクターとして、世界一の探偵助手を目指す少年・雷灯（いかずち らいと）が登場する。

### 小説
- おさわり探偵 小沢里奈 りなとなめこの探偵日記（集英社・集英社みらい文庫）

原作・（株）サクセス／（株）ビーワークス、著作・小倉帆真。カバーイラスト・河合真吾、デザインワーク・サクセス、本文イラスト・加曽利りあら(2巻まで)。
- - 夢どろぼう現る!の巻 ISBN 978-4-08-321148-5
  - 消えたまなみとオルゴール!? の巻 ISBN 978-4-08-321172-0
  - ちとせの妖精救出大作戦!の巻 ISBN 978-4-08-321185-0
  - なぞのサーカス団のナゾ!?の巻 ISBN 978-4-08-321205-5
  - 秘密の絵本とカラーそうめんの巻 ISBN 978-4-08-321225-3
  - りなのトレインミステリーの巻 ISBN 978-4-08-321245-1